# Khevi
Khevi (in georgiano ხევი?) è una piccola area storico-geografica situata nella Georgia nord-occidentale, inclusa nell'attuale distretto di Kazbegi, nella regione (mkhare) di Mtskheta-Mtianeti, sul versante settentrionale della catena montuosa del Caucaso Maggiore. Essa comprende le tre gole dei fiumi Truso, Tergi (Terek) e Snostsq'ali.
Il paesaggio di Khevi è dominato da prati alpini cosparsi di rododendri, con passi montani e cascate, dove domina il Monte Kazbek (localmente noto come Mkinvartsveri, vale a dire “coperto di ghiaccio”), un vulcano inattivo alto 5047 metri. La regione è una famosa metà turistica e fa parte della piano per la Riserva della biosfera di Khevi-Aragvi. Tra gli importanti siti culturali di Khevi vi sono la Chiesa della Trinità di Gergeti (XIV secolo), la chiesa di Garbani (IX-X secolo), la basilica di Sioni (IX secolo) e il castello, il complesso del Monastero di Betlemi (IX-X secolo), e la fortezza di Sno.

## Storia
Il nome di questa provincia significa letteralmente "gola", e proviene dall'antico distretto alto-medioevale di Tzanaria, noto negli annali georgiani come Tzanaretis Khevi, vale a dire Gola di Tzanar. La popolazione di Khevi è costituita da georgiani etnici chiamati mokhevi (mokheves). La storia, le tradizioni e lo stile di vita dei mokhevi sono molto simili a quelli di altri montanari della Georgia orientale. Fin dai tempi antichi, Khevi è stata di grande importanza strategica e militare principalmente per la sua immediata vicinanza al Passo di Darial, che collega il Caucaso del Nord con la Transcaucasia. 

Attuale suddivisione amministrativa della Georgia

Liberi dalle tipiche relazioni feudali, gli abitanti vivevano in una comunità patriarcale governata da un khevisberi (ovvero “gola maggiore”) che fungeva da giudice, prete e capo militare. Le comunità montane kheviane venivano considerate come vassalli diretti della corona georgiana eccettuato il periodo che va dalla fine del XVII secolo al 1743, quando la regione venne a trovarsi sotto il controllo del ducato semi-autonomo di Aragvi.
I mokhevi opposero una tenace resistenza ai tentativi dei signori aragviani, ampiamente riflessa nel folclore locale come pure nella letteratura georgiana classica. L'instaurarsi del governo russo nella Georgia (1801) venne visto con ostilità dai montanari che nel 1804 misero in atto una rivolta, subito repressa dalle milizie zariste. Tuttavia, le popolazioni di Khevi mantennero le loro tradizioni medievali e un'unica forma di società fino a che il duro governo sovietico non mutò il loro stile di vita attraverso continue repressioni, costringendo così molte famiglie ad allontanarsi dai bassopiani.